# Dorfkirche Hohenseeden

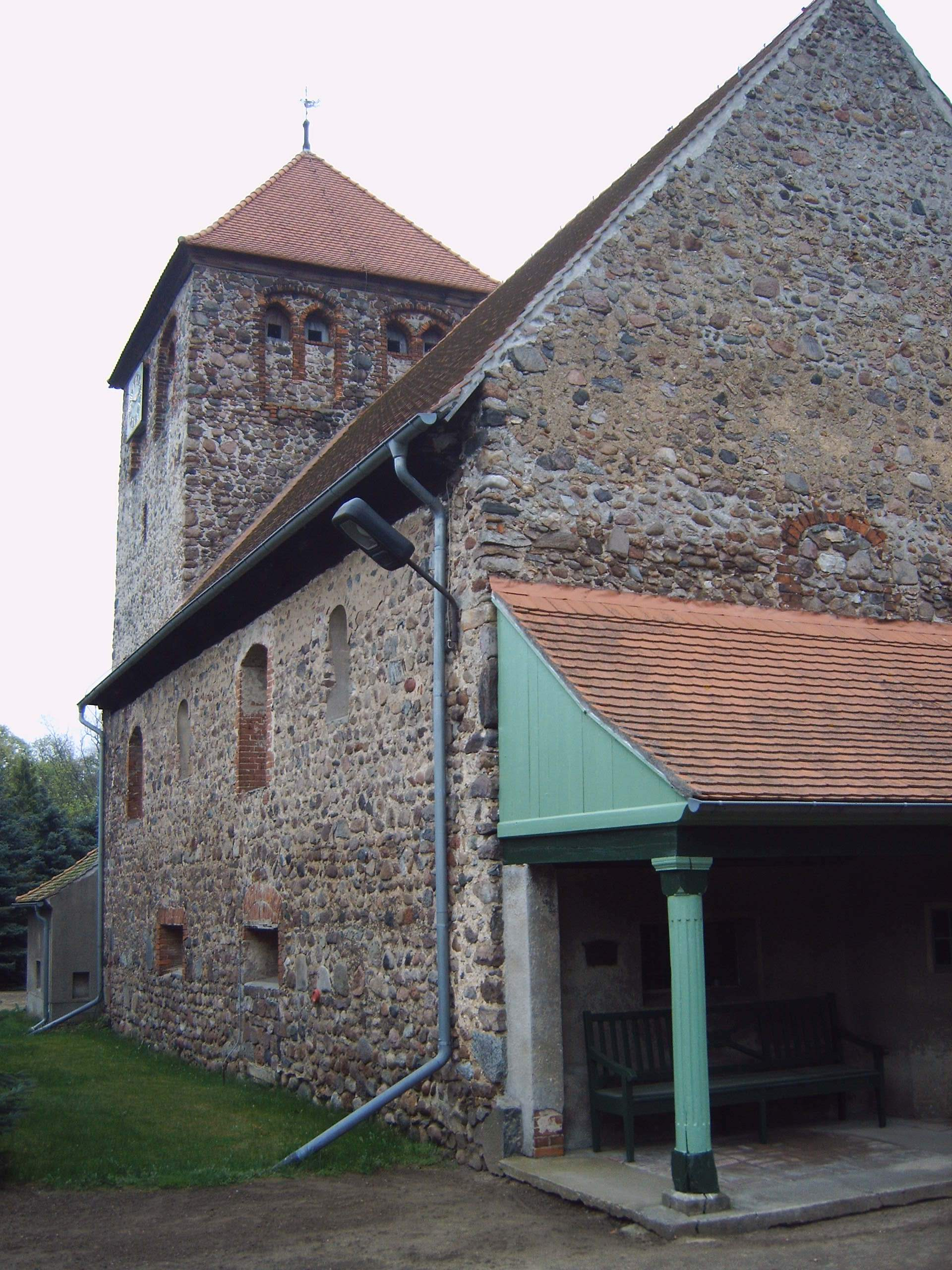
Dorfkirche Hohenseeden – Nordseite

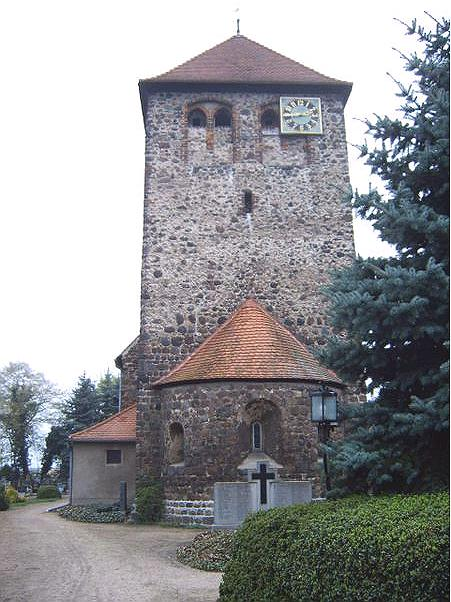
Chorturm an der Ostseite mit Apsis

Die Dorfkirche Hohenseeden ist die evangelische Kirche des heute zur Gemeinde Elbe-Parey gehörenden Dorfes Hohenseeden.

## Geschichte und Architektur
Die Kirche wurde wahrscheinlich um 1200 im romanischen Baustil aus Feldsteinen errichtet und zählt zu den wenigen Kirchen mit östlichem Chorturm. Der Chorraum ist rechteckig, an ihn schließt sich eine kleine Apsis an. Hier und im Kirchenschiff sind zum Teil die typischen kleinen romanischen Fensteröffnungen vorhanden. An der Nord- und Südwand des Kirchenschiffs sind noch zwei vermauerte Rundbogenportale zu erkennen.
Während des Dreißigjährigen Kriegs wurde die Kirche durch Soldaten geplündert. Geld und Kelche wurden geraubt, ein Kelch konnte jedoch wiederbeschafft werden. Nach der Plünderung brannte das Kirchengebäude aus, angeblich, weil in ihr „Zigeuner“ untergebracht waren. Auch die Kirchenbücher verbrannten, die neuen wurden erst wieder ab 1655 geführt.
Im 17. Jahrhundert erfolgte ein Umbau der Kirche. Die romanischen Fenster und Portale wurden erweitert, neue Öffnungen hinzugefügt. Aus der Zeit des Umbaus stammt ein auf das Jahr 1694 datierter Altaraufsatz, ein spätgotischer Taufstein und der Schalldeckel der Kanzel. Der hölzerne Deckel des Taufsteins weist Ähnlichkeiten mit dem Schalldeckel auf. 1797 erhielt die Kirche drei neue Glocken. Im Inneren der Kirche wurde später an der Nord- und Westseite Emporen eingebaut. Die Westempore ist mit einer mittig vorschwingenden Balustrade versehen. 1843 wurde die erste Orgel aufgestellt, gebaut von dem Kantor Schwarzlose aus Kaden.

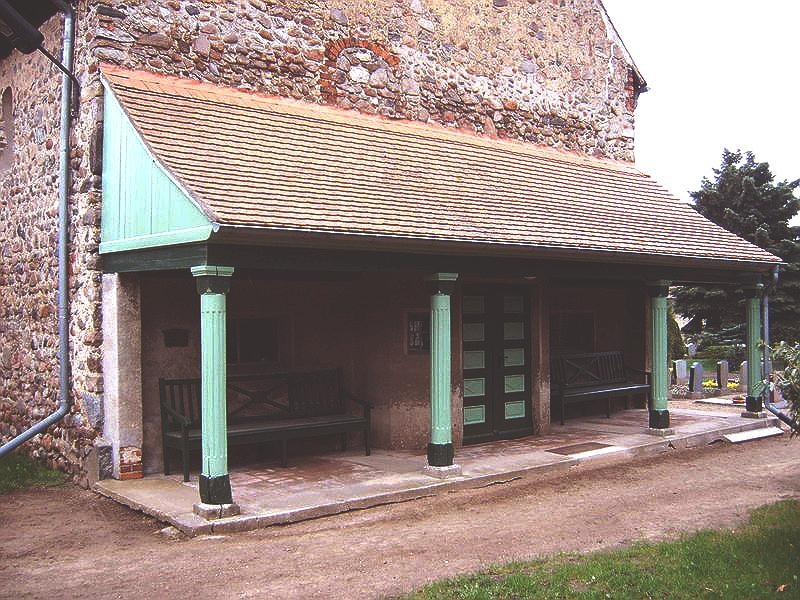
Westlicher Vorbau

Eine weitere Erneuerung der Kirche fand um 1910 unter Leitung von Professor Seeck aus Berlin statt. Hierbei wurde auf der Südseite des Kirchenschiffs eine mittelalterliche Wandmalerei freigelegt. Sie ist in Form eines Wandteppichs gestaltet und zeigt Szenen aus der Kindheit und der Passion Jesu Christi. Zur gleichen Zeit erhielt die Kirche auch ihre heutige Orgel der Firma P. Furtwängler & Hammer. An der westlichen Außenseite entstand ein hölzerner Vorbau. Darüber hinaus wurde eine Turmuhr der Firma Weule aus Bockenem im Harz angeschafft. Während des Ersten Weltkrieges musste die Kirche zwei ihrer Glocken für Rüstungszwecke abgeben. Nach Kriegsende wurde für die 14 gefallenen Bürger Hohenseedens eine Gedenktafel in der Kirche aufgestellt. 1923 wurde für die verlorenen Glocken Ersatz angeschafft, doch mussten bereits 1942 erneut zwei Glocken abgegeben werden. Nur die größte Glocke blieb in Hohenseeden zurück.
Da sich nach Kriegsende viele Flüchtlinge katholischen Glaubens in Hohenseeden aufhielten, wurden ab 1947 auch wieder katholische Gottesdienste in der Kirche gefeiert. 1959 erfolgte die Aufstellung eines Gedenksteins für die 77 Hohenseedener Opfer des Zweiten Weltkriegs. Von 1986 bis 1992 erfolgte eine grundlegende Restaurierung der Kirche. Der Kirchturm wurde 1988 mit Unterstützung der Partnergemeinde aus Eschwege neu eingedeckt. 1992 folgte eine komplette Neueindeckung des Kirchenschiffs.